# Sân bay Mopti
Sân bay Mopti (IATA: MZI, ICAO: GAMB) là một sân bay ở thành phố Mopti, Mali.

## Hãng hàng không và điểm đến
| Hãng hàng không | Các điểm đến     |
| --------------- | ---------------- |
| Sky Mali        | Bamako, Timbuktu |